# Oedipina stenopodia
Espèce
Statut de conservation UICN

 EN B1ab(iii) : En danger
Oedipina stenopodia est une espèce d'urodèles de la famille des Plethodontidae.

## Répartition
Cette espèce est endémique du versant Pacifique du Sud-Ouest du Guatemala. Elle se rencontre entre 1 200 et 1 450 m d'altitude dans les départements de San Marcos et de Huehuetenango. Sa présence est incertaine au Honduras.

## Publication originale
- Brodie & Campbell, 1993 : A new salamander of the genus Oedipina (Caudata: Plethodontidae) from the Pacific versant of Guatemala. Herpetologica, vol. 49, no 2, p. 259-265.